# Stănilești
Stănileşti è un comune della Romania di 5 670 abitanti, ubicato nel distretto di Vaslui, nella regione storica della Moldavia. 
Il comune è formato dall'unione di 7 villaggi: Bogdana-Voloșeni, Budu Cantemir, Chersăcosu, Gura Văii, Pogănești, Săratu, Stănilești.